# 源氏絵
源氏絵（げんじえ）とは、『源氏物語』を題材とした絵画のこと。ただし江戸時代には、柳亭種彦作の合巻『偐紫田舎源氏』を題材とした浮世絵の事も称した。

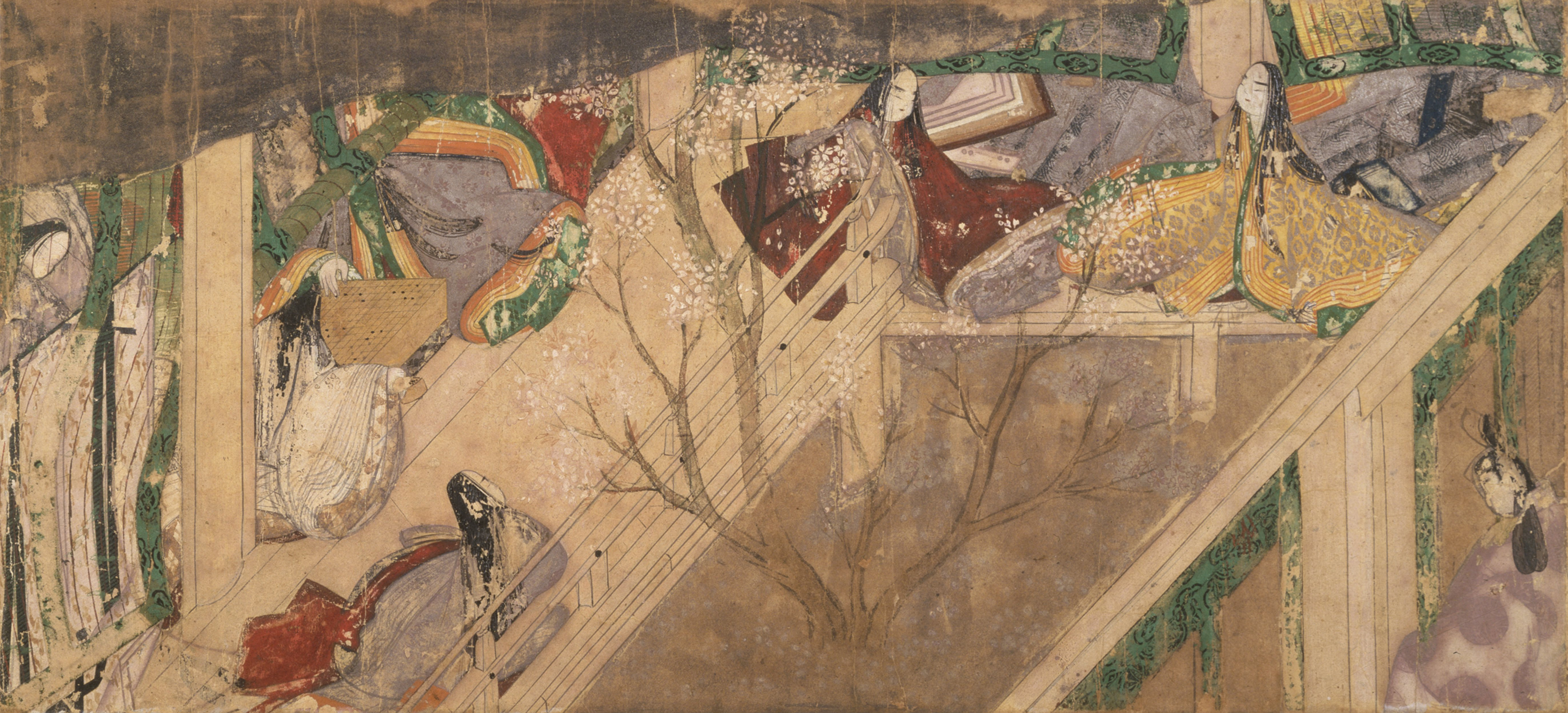
「源氏物語絵巻　竹河」　徳川美術館蔵。髯黒大将の遺児である姉妹が碁を打つ様子を、蔵人少将が透き見する場面。姉妹のまわりには女房たちがかしづいている。

## 解説

### 初期の作例と絵巻物
紫式部を作者とする『源氏物語』は成立して間もないころよりその評価は高く、紫式部の日記『紫式部日記』にもそれは窺える。この『源氏物語』の絵画化がいつの頃より行なわれたかは正確にはしがたいが、それはかなり早い時期のことだったのではないかといわれている。現存する記録の上では源師時の日記である『長秋記』元永2年（1119年）11月27日の条に、白河院と中宮璋子とのあいだで「源氏絵」を製作していたらしい記述が最も古いが、これは『源氏物語』が成立したと見られる年代からおよそ百年のちのことである。この『源氏物語』の絵画化は、「源氏絵」の名のもとに日本の絵画史にひとつの流れを作ることになる。
現存の源氏絵としては、現在徳川美術館と五島美術館を中心に所蔵される源氏物語絵巻が最古である。この絵巻も12世紀ごろの制作で、当初は『源氏物語』五十四帖を十巻或いは二十巻にしたものではなかったかという。絵に付随する詞書は金銀の箔や染色によって美麗の装飾がなされているが、それら詞書には複数の人物による筆跡が見出される。そのなかのひとつに藤原教長の筆になるものがあり、それにより小松茂美はこの現存の源氏物語絵巻は、後白河院のもとで制作されたものであるとしている。

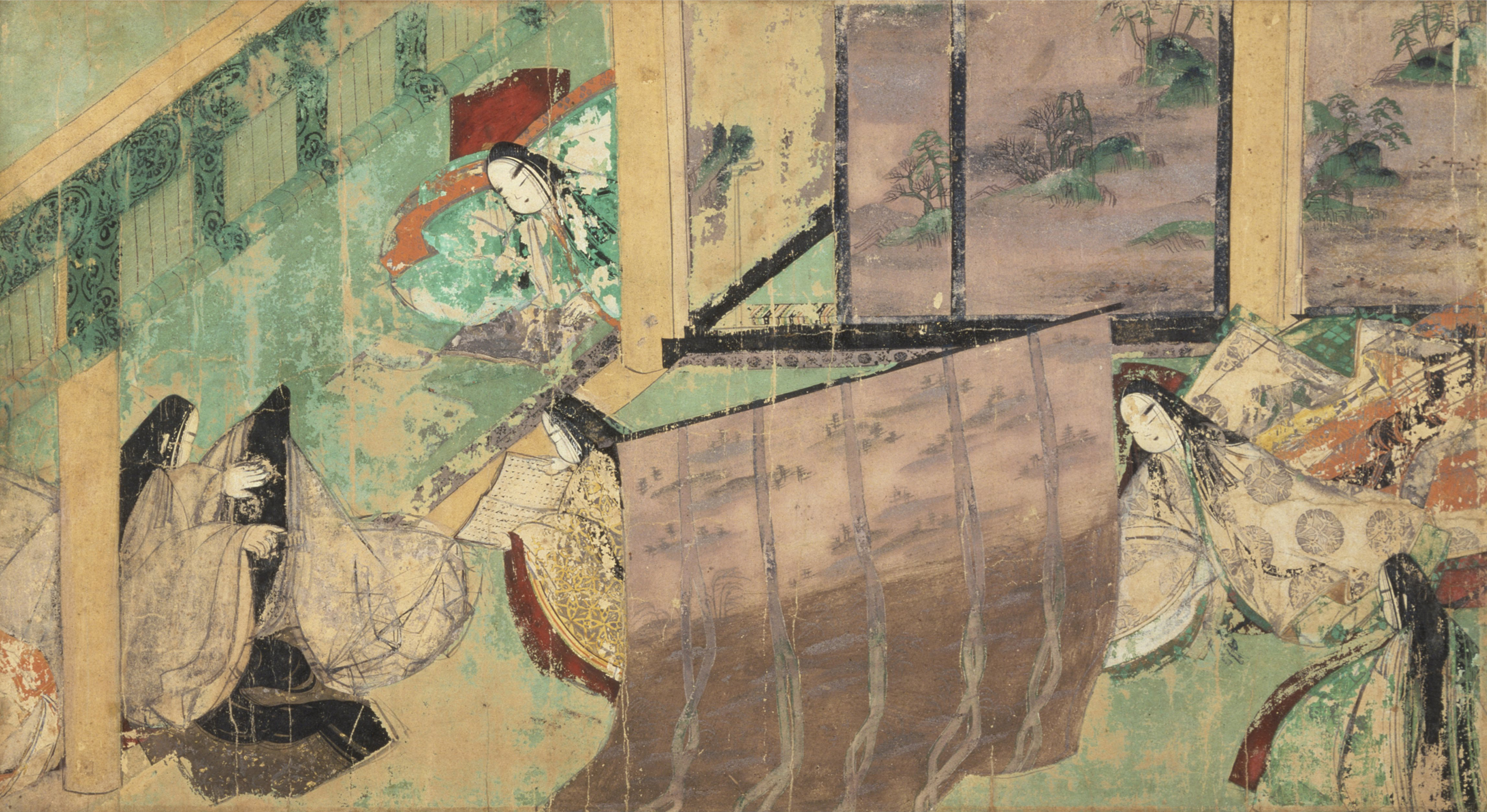
「源氏物語絵巻　東屋・一」　徳川美術館蔵。中の君が物語絵を浮舟に見せる場面。画面左下、侍女に髪を梳かせているのが中の君、その向い斜め右上が浮舟である。剥落が激しいのでわかりづらいが、浮舟が冊子状の絵を眺め、その前にはさらに違う冊子本や巻物が置かれている。中の君と浮舟とのあいだにいる右近という女房は、これも冊子と見られる字だけの詞書を手にしている。

ただしこの源氏物語絵巻は、じつはほんらい絵と詞書とは別々になっていたことが指摘されている。いずれの絵もよく見ると、およそ20cm幅で均等に折り目が付いているのが認められ、これは絵にあたる部分を折本にし、詞書のほうはひと続きの巻子本にしたもので、鑑賞する際は折本形態の絵を眺めつつ、ほかの人物が巻子本の詞書を手で右から左へと繰りながら読み上げたのだという。これはこの絵巻の中にも同じような場面が描かれており、徳川美術館蔵の「東屋・一」には、中の君が異母妹の浮舟を慰めようと物語の絵を見せる場面が描かれているが、それは浮舟が冊子状の絵を眺め、傍らにいる女房が字だけの冊子、すなわち本文を持ち読み上げている。絵巻物といえば詞書と絵が交互に現われる巻子本の形態であると一般には理解されているが、古くは詞書と絵とは別々の巻として制作されたものがあり、後世それが現在見られるような詞書と絵が交互に貼り継がれる形態に直されている。

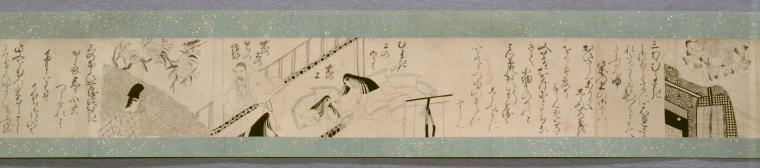
「源氏絵」　ニューヨーク公立図書館蔵。室町期の「小絵」と呼ばれる作例で、彩色の無い白描画である。画像は「若紫」にあたる部分。巻末に天文23年（1554年）の奥書がある。

『古今著聞集』には貞永2年（1233年）の春、後堀河院の御所において「源氏絵十巻」が調製されたことが記され、これは藤原定家の日記『明月記』にも触れられている。さらに室町時代の『看聞日記』にも源氏絵についての記録がある。室町時代には「小絵」（こえ）と称する天地の幅が狭い絵巻物が作られているが、そのなかには源氏絵の作例も伝わっている。源氏絵はこうした絵巻物から、のちの色紙絵などの画題として伝わるなかで、絵画化される場面やその構図が次第に固まってゆく。

### 色紙絵と扇面画

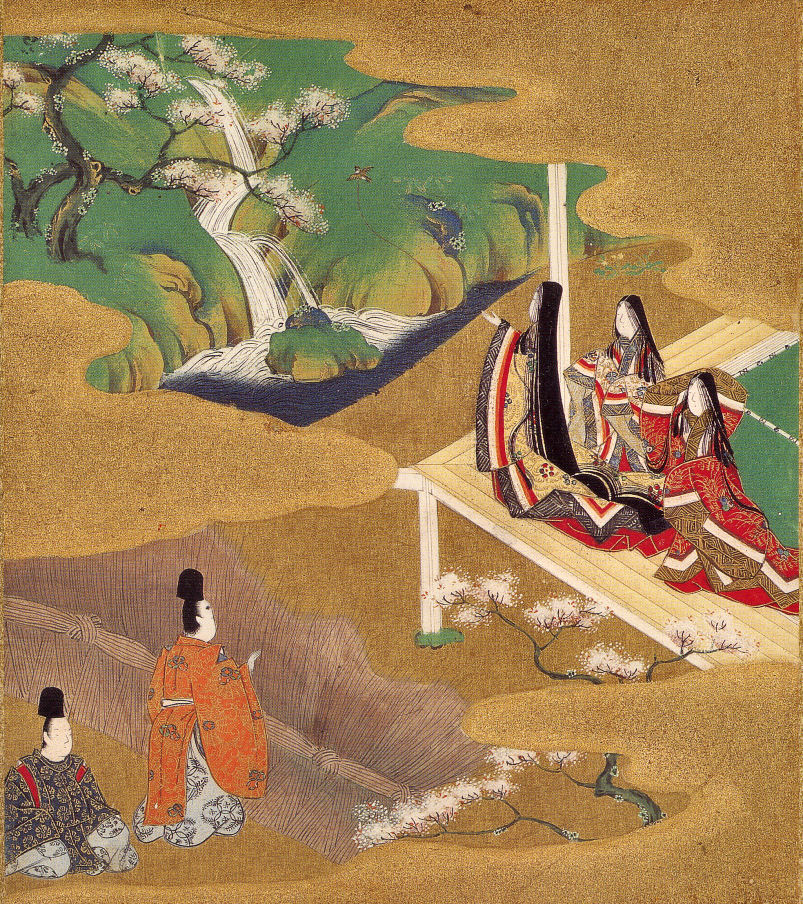
「源氏物語画帖・若紫」　色紙絵の例。光源氏がまだ幼い紫の上を垣間見るところ。土佐光起筆。

鎌倉幕府将軍の宗尊親王の御所には、「色紙形」に源氏絵を描き、それを屏風に貼り混ぜたものがあったという記録がある。「色紙形」とはほんらい屏風の上のほうに、その屏風の絵の内容に沿った和歌を記した部分のことだが、これはその「色紙形」の大きさの紙に源氏絵を描き、それを屏風に貼り混ぜたものであった。この「色紙形」は20cm前後四方の大きさの紙で、これに絵を描いたものを「色紙絵」と称する。この源氏絵を描いた色紙絵はのちに室町時代以降には土佐派の絵師などによって盛んに描かれるようになり、それらは画帖や屏風に貼り混ぜるなどのかたちで残されている。
また源氏絵は扇に描く絵の題材にもなった。現在大阪四天王寺をはじめとする諸所に蔵される扇面法華経冊子（12世紀ごろ）のなかには、源氏絵を描いたものがあるのではないかといわれているが、明確な記録や作例としては中世以降のものがある。上で取り上げた『看聞日記』や室町時代の公家三条西実隆の日記『実隆公記』には、源氏絵を描いた扇の地紙を貼り混ぜた屏風について記されている。また近世には俵屋宗達とその工房で製作された扇について仮名草子『竹斎』に記述があり、「扇は都俵屋が、源氏の夕顔の巻、絵具を飽かせて書きたりけり」とある。当時の京都において、俵屋宗達とその工房で描かれた源氏絵の扇が評判になっていたということである。

### 障壁画の画題

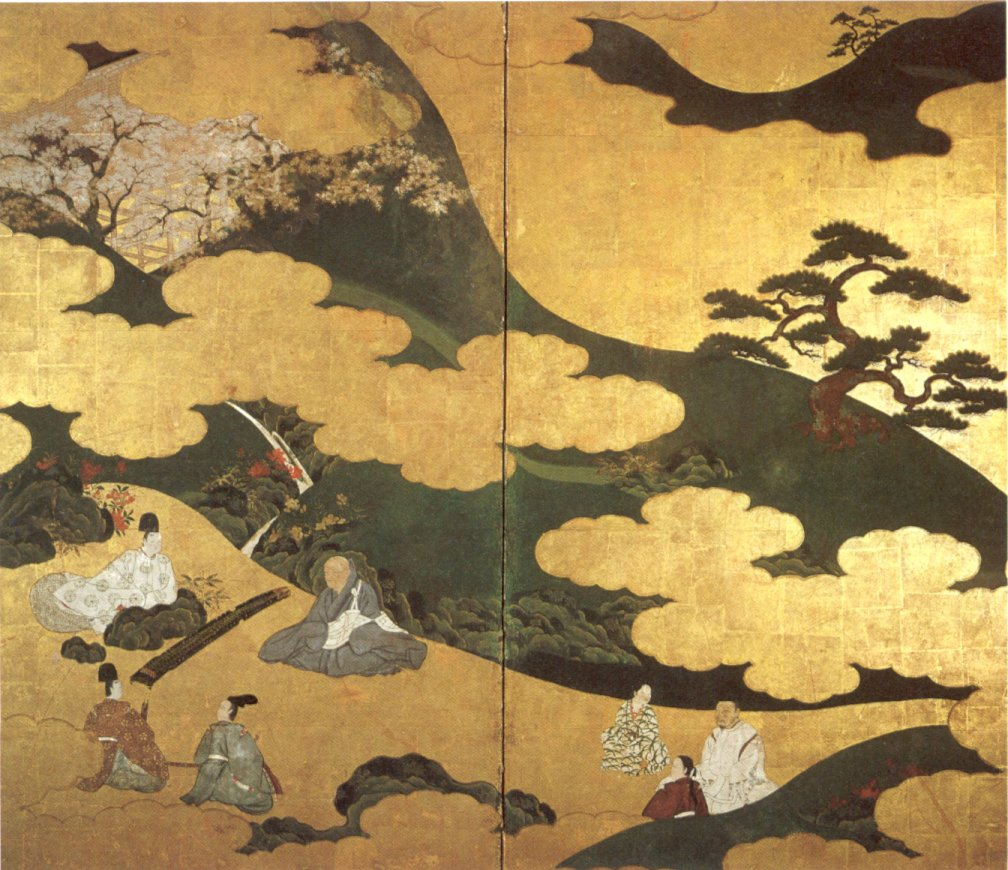
「源氏物語図屏風」　ホノルル美術館蔵。桜の花盛りの時分、療治のため北山に赴いた光源氏が、公達や僧都も交えて楽を奏で、ささやかな宴を催す「若紫」の一場面。土佐光吉筆。

『源氏物語』の絵画化は当初絵巻物などの小さな画面で鑑賞するかたちをとっていたが、やがてこれが屏風や襖といった室内装飾の画題として取り入れられた。つまり絵巻物や冊子本よりも大きな画面で鑑賞され、生活の具のひとつとして用いられるようになったのである。土佐派の絵師土佐光吉は色紙絵形式の源氏絵を多く残しているが、いっぽう屏風絵もその工房の作を含めた作例が残されている。
源氏絵の屏風は上でも触れたように、宗尊親王の御所の屏風の例があるが、これは色紙絵を屏風に貼り混ぜたものであり、源氏絵が屏風や襖の全画面を使って描かれるようになるのは、室町時代も末になってからのことである。また金箔を多用した金碧障壁画として描かれるようにもなる。ただしそれらはひとつの画面にひとつの巻の特定の場面を描くというよりは、複数の場面を同一画面に描くといった作例が多い。たとえば『源氏物語』五十四帖を、屏風に各帖一場面ずつを同じ画面の中にそれぞれ描き、金箔や金泥で表した金雲で各場面を区切るというものがある。源氏絵は土佐派だけではなく狩野派も主要な画題のひとつとして描いており、障壁画においても狩野派による屏風等の作例が多く残されている。ほかに土佐派や狩野派以外では、俵屋宗達による「源氏物語図屏風」（静嘉堂文庫蔵）が名高い。

### 版本の挿絵と浮世絵
『源氏物語』の人気は江戸時代に入っても衰えることはなく、その享受は従来からの教養層である公家や武家以外にも広がった。承応3年（1654年）、蒔絵師で俳人でもあった山本春正は挿絵入りの版本『絵入源氏物語』を刊行する。全六十巻、挿絵の数は226図にも及ぶもので、以降正徳年間に至るまで上方と江戸において再版された。この『絵入源氏物語』の挿絵は、こののちに出版された『源氏物語』の注釈書や梗概書の挿絵にもその図様が流用され、そのなかには当時の浮世絵師菱川師宣によるものがある。ほかにも江戸で刊行されたものには師宣風の挿絵が入れられている。これら版本の挿絵は、それまでの土佐派の製作した色紙絵などの図様に倣ったものもあるが、なかにはそれまでの源氏絵には無かった場面の選択や構図も見られる。
こうした伝統的な図様の源氏絵は浮世絵の題材にもなり、師宣よりのち、石川政信や西村重長、また初代歌川豊国や歌川広重などが揃い物の源氏絵を手がけている。しかしそれらとは別に古来からの図様そのままではなく、『源氏物語』の登場人物などを「当世風」、すなわち当時の江戸時代の風俗で描くといったものもあり、鈴木春信などが「当世風」の源氏絵を描いている。
|  |  |  |

### 近代以降
尾形月耕は「源氏五十四帖」と題し木版による揃いの源氏絵を描き（明治25年〈1892年〉）、その構図や描写は従来からの源氏絵とは一線を画すものと評されている。また梶田半古も源氏絵五十四帖の絵葉書を刊行しており（明治38年〈1905年〉）、これとはべつに色紙絵に描いた揃いの源氏絵も残る。それらも従来からの図様を離れ、半古自身による徹底した有職故実の研究と、装束などの実物に対するデッサンによって作り上げられたものであった。ほかにも上村松園や安田靫彦による作など、明治以降においても『源氏物語』の絵画化は絶えることなく現在にまで続いている。

## 『田舎源氏』にもとづく「源氏絵」

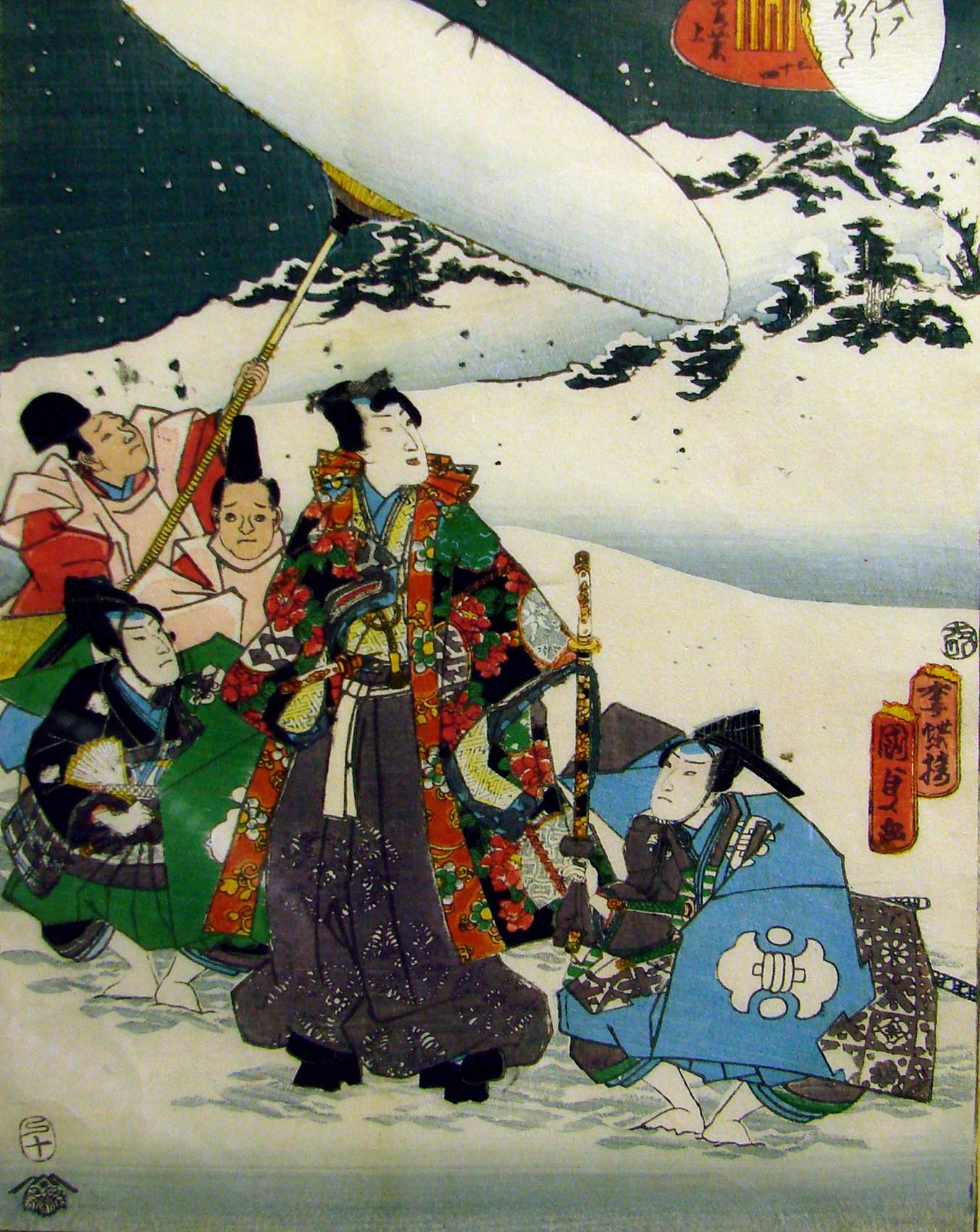
「紫式部げんじかるた・若菜上」　『偐紫田舎源氏』による「源氏絵」の作例。二代目歌川国貞画。

文政12年（1829年）に刊行された柳亭種彦による長編の合巻『偐紫田舎源氏』は、当時の人々のあいだで人気を博した。これは『源氏物語』を翻案し、光源氏に当たる将軍足利義政の子息足利光氏が活躍するという内容で、その四編38冊の挿絵を歌川国貞が描いたが、これも「源氏絵」と称して浮世絵の画題のひとつになった。またこの『田舎源氏』による「源氏絵」は当時の江戸城大奥における徳川将軍の華やかな生活にも仮託され、絢爛豪華な「源氏絵」が豊原国周など多くの浮世絵師たちの手によって描かれている。幕末の浮世絵師で、この『田舎源氏』にもとづく「源氏絵」を手がけなかった者は一人もいなかったといってもよいくらいに、この大奥風の風俗画が大流行し、明治期の官女や宮廷の様子などを描いた浮世絵にまで影響を与えた。